# Ludwik Starowolski
Ludwik Starowolski – podporucznik 2. Regimentu Pieszego Buławy Wielkiej Litewskiej, uczestnik wojny polsko-rosyjskiej 1792 roku, odznaczony Krzyżem Kawalerskim Orderu Virtuti Militari w 1792 roku.